# Фэлкон, Джона
Джо́на А́дам Фэ́лкон (англ. Jonah Adam Falcon; род. 1970) — американский актёр, шоумен и сценарист.

## Биография
Родился в Бруклине (Нью-Йорк). В 1988 году окончил школу в Бронксе.
Общественное внимание привлёк к себе благодаря пенису необыкновенно большого размера. Считает себя бисексуалом.

## Карьера
Фэлкон появлялся на телеэкране во второстепенных ролях в трёх эпизодах телесериала «Мелроуз Плейс», в трёх эпизодах ситкома «Эд», а также в трёх эпизодах сериалов «Закон и порядок» (присяжный № 2) и «Закон и порядок: Специальный корпус». Кроме этого, появлялся в единичных эпизодах сериалов «Клан Сопрано» и «Секс в большом городе».
Фэлкон также ведёт на кабельном канале Time Warner Cable часовое шоу под названием Talkin' Yankees Hosted by Jonah Falcon, посвящённое бейсбольной команде.

## Пенис
Фэлкон привлёк внимание СМИ после выхода в 1999 году документального фильма Private Dicks: Men Exposed, в котором несколько мужчин в обнажённом виде были опрошены об их пенисах. Дополнительно эту тему поднял в июне 2003 года в очерке о Фэлконе журнал Rolling Stone. Rolling Stone оценил длину пениса Фэлкона в спокойном состоянии 24 см, а в эрегированном — 35 см.
В январе 2006 года Фэлкон снялся в документальном фильме британского канала Channel 4 под названием «Самый большой пенис в мире» (англ. The World's Biggest Penis). Эта особенность строения его тела позволила ему также несколько раз принять участие в радиопрограмме Говарда Стерна.
В июле 2012 года в связи с той же особенностью с ним произошёл инцидент на пункте личного досмотра в аэропорту Сан-Франциско, где сканер зафиксировал наличие постороннего предмета под одеждой актёра. Джон заявил, что при последующих перелётах будет надевать велосипедные шорты, чтобы не вызывать подозрений у охраны.
В 2014 году Фэлкон согласился после смерти передать свой член в Фаллологический музей.

## Фильмография
| Год       |    | Русское название                                    | Оригинальное название             | Роль                     |
| --------- | -- | --------------------------------------------------- | --------------------------------- | ------------------------ |
| 1995      | ф  | Милость                                             | Mercy                             | пьяница                  |
| 1996      | ф  | Эдди                                                | Eddie                             | фанат Нью-Йорк Никс      |
| 1997      | ф  | Манхэттен от А до Я                                 | A, B, C... Manhattan              | музыкант                 |
| 1998      | с  | Мелроуз Плейс                                       | Melrose Place                     | официант                 |
| 1999      | с  | Закон и порядок: Специальный корпус                 | Law & Order: Special Victims Unit | присяжный                |
| 2000      | с  | Мэдиган                                             | Madigan Men                       | мужчина                  |
| 2000—2001 | с  | Эд                                                  | Ed                                | завсегдатай бара         |
| 2001      | ф  | Игры разума                                         | A Beautiful Mind                  | душевнобольной           |
| 2002      | ф  | Убить Смучи                                         | Death to Smoochy                  | мужчина                  |
| 2002      | ф  | Последнее дело Ламарки                              | City by the Sea                   | сотрудник фаст-фуда      |
| 2003      | с  | Закон и порядок                                     | Law & Order                       | присяжный №2             |
| 2006      | с  | Клан Сопрано                                        | The Sopranos                      | Дэйв                     |
| 2006      | ф  | Поцелуй на удачу                                    | Just My Luck                      | свидетель на свадьбе     |
| 2006      | ф  | Ложное искушение                                    | The Good Shepherd                 | официант                 |
| 2007      | ф  | Чeрез Вселенную                                     | Across the Universe               | протестующий             |
| 2013      | с  | Последний час                                       | Zero Hour                         | Шеферд                   |
| 2016      | с  | Чёрный список                                       | The Blacklist                     | заложник                 |
| 2016      | с  | Готэм                                               | Gotham                            | бармен                   |
| 2017      | с  | Булл                                                | Bull                              | подозрительный ремонтник |
| 2017      | с  | Во всей красе с Самантой Би                         | Full Frontal with Samantha Bee    | скайп-репортёр           |
| 2017      | с  | Закон и порядок: Настоящее преступление             | Law & Order True Crime            | Роберт Филибосян         |
| 2017      | с  | Каратель                                            | The Punisher                      | рекрут                   |
| 2017      | ф  | Величайший шоумен                                   | The Greatest Showman              | офисный клерк            |
| 2018      | тф | История нашего времени                              | The Story of Our Times            | виабу                    |
| 2018      | с  | Гонг-шоу                                            | The Gong Show                     | Майк Майерс              |
| 2018      | ф  | Власть                                              | Vice                              | фермер                   |
| 2019      | ф  | Эмметт                                              | Emmett                            | посетитель               |
| 2019      | ф  | Убежище                                             | Vault                             | полицейский              |
| 2019      | ф  | Опасная роль Джин Сиберг                            | Seberg                            | французский репортёр     |
| 2020      | ф  | Половина всего                                      | The Half of It                    | прихожанин               |
| 2021—2022 | с  | Власть в ночном городе. Книга третья: Юность Кэнена | Power Book III: Raising Kanan     | детектив участка № 117   |